# Helmut Krebs
Helmut Krebs (Dortmund, 8 de octubre de 1913 – Berlín, 30 de agosto de 2007) fue un tenor alemán de ópera y de concierto, que cantó una gran variedad de papeles de obras que van desde la música barroca hasta la contemporánea.

## Vida
Nació en Dortmund en 1913. Estudió en el Conservatorio de Dortmund y en la Musikhochschule de Berlín con Paul Luhmann. Más tarde, estudió privadamente con Max Meili.

## Trayectoria
Empezó a cantar en 1937 e hizo su debut en el escenario en la Volksoper Berlin en 1938, pero la guerra interrumpió su carrera. Reanudó su carrera en 1945 en Düsseldorf y se unió a la Ópera Estatal de Berlín en 1947, donde permaneció durante unos 40 años. Rápidamente se especializó en papeles líricos del repertorio alemán e italiano, como Belmonte, Tamino, Idamante, Ferrando, Nemorino, Ernesto, Fenton, David, Chateauneuf, que también tuvo éxito en operetas alemanas, especialmente como Alfred en Die Fledermaus, etc.
Interpretó obras contemporáneas como König Hirsch de Hans Werner Henze, Moses und Aron de Arnold Schoenberg, Antigonae de Carl Orff. Asimismo, cantó como Albert en Leonore 40-45 de Rolf Liebermann, el protagonista en Oedipus Rex de Igor Stravinsky y Pelléas en Pelléas et Mélisande de Debussy. Cultivó también los lieder y los oratorios y pasiones de Bach; en estas últimas, se especializó en el papel del evangelista. En la década de 1950 comenzó a explorar la música antigua y se convirtió en un intérprete notable de L'Orfeo de Monteverdi, donde su técnica uniformemente controlada, amplia gama vocal, la declamación expresiva y un timbre muy personal que tuvieron gran efecto.
Krebs hizo apariciones especiales en la Ópera Estatal de Múnich, la Ópera de Viena, La Scala de Milán y la Royal Opera House de Londres y el Festival de Ópera de Glyndebourne. Comenzó a enseñar en la Musikhochsule de Berlín en 1957 y en la Musikhochschule de Frankfurt en 1966. Fue nombrado Kammersänger en 1963.

## Discografía selecta
- 1951 – Gluck: Iphigenie in Aulis. Martha Musial, Helmut Krebs, Johanna Blatter, Dietrich Fischer-Dieskau, Josef Greindl - RIAS Kammerchor und Sinfonieorchester, Artur Rother (Gala) (cantado en alemán).
- 1955 – Monteverdi: L'Orfeo. Helmut Krebs, Hanni Mack-Cosak, Margot Guilleaume, Fritz Wunderlich, Horst Günter, Peter Rot-Ehrang - Sommerliche Musiktage Hitzacker, August Weinzinger (Cantus Classics)
- 1954 – Verdi: Requiem. RIAS Symphony Orchestra, Ferenc Fricsay (DGG)
- 1955-56 – Bach: Oratorio de Navidad. Gunthild Weber, Sieglinde Wagner, Helmut Krebs como evangelista, Heinz Rehfuss, Berliner Motettenchor, Berliner Philarmoniker, dir. Fritz Lehmann, Günther Arndt (DGG, Archiv Produktion)
- 1957 – Monteverdi: Vespro della Beata Vergine. Maria Stader, Hertha Töpper, Marga Höffgen, Helmut Krebs, Richard Holm, Walter Berry, Orquesta y Coro de la Radio de Baviera, Eugen Jochum. (Forlane)
- 1960 – Mozart: Requiem. Elisabeth Grümmer, Gertrude Pitzinger, Hans Hotter, Ferenc Fricsay (DGG)

## Filmografía selecta
- 1950 – Las alegres comadres de Windsor[2]